# Pomadasys
Pomadasys ist eine aus etwa 35 Arten bestehende Gattung der Grunzer (Haemulidae). Pomadasys-Arten kommen in tropischen und subtropischen Zonen des Atlantik, Pazifik und des Indischen Ozean, sowie im Mittelmeer vor.

## Merkmale
Sie werden 12,5 bis 80 cm lang und besitzen eine hochrückige Gestalt mit einer durchgehenden, aber deutlich durch eine Einbuchtung in einen hart- und einen weichstrahligen Abschnitt geteilte Rückenflosse. Das Maul ist relativ klein. Die Seitenlinie verläuft in Rückennähe parallel zum Rückenprofil. An der Unterseite der Unterkieferspitze befindet sich eine gattungstypische kleine Grube, zu beiden Seiten der Grube zwei Sinnesporen.
- Flossenformel: Dorsale X–XII/15–17, Anale III/8–10.

Insgesamt ist die Gattung schlecht beschrieben, und die Abgrenzungen zu verwandten Gattungen sind nicht klar definiert. Durch die Anzahl der Kiemenreusenstrahlen auf dem unteren Ast des ersten Kiemenbogens (10 bis 16) unterscheidet sich Pomadasys von Brachydeuterus (18–22).

## Arten

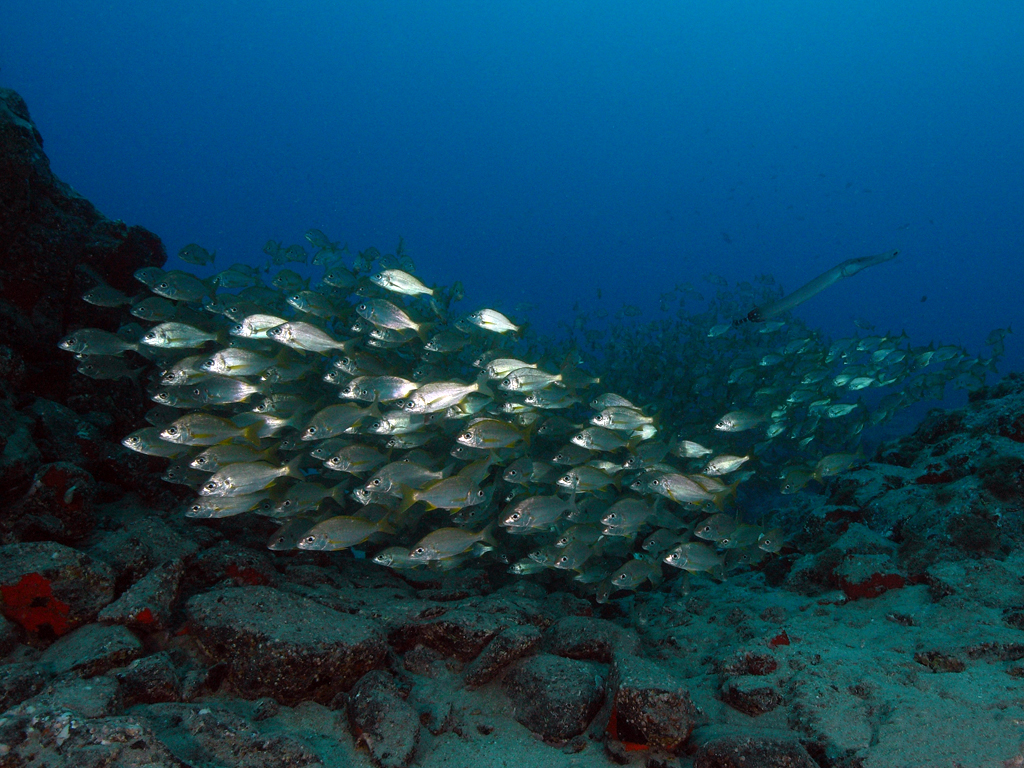
Schwarm von Pomadasys incisus vor Teneriffa.

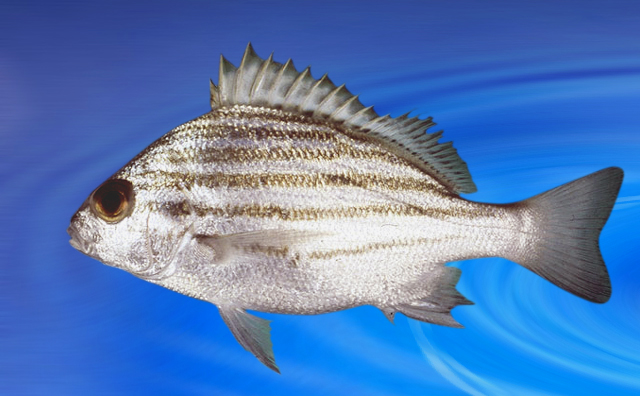
Pomadasys furcatus

- Pomadasys aheneus McKay & Randall, 1995
- Pomadasys andamanensis McKay & Satapoomin, 1994
- Pomadasys argenteus (Forsskål, 1775)
- Pomadasys argyreus (Valenciennes in Cuvier & Valenciennes, 1833)
- Pomadasys auritus (Cuvier in Cuvier & Valenciennes, 1830)
- Pomadasys bayanus Jordan & Evermann, 1898
- Pomadasys bipunctatus Kner in Steindachner, 1898
- Pomadasys branickii (Steindachner, 1879)
- Kleingefleckter Grunzer (Pomadasys commersonnii) (Lacepède, 1801)
- Pomadasys corvinaeformis (Steindachner, 1868)
- Pomadasys crocro (Cuvier in Cuvier & Valenciennes, 1830)
- Pomadasys empherus Bussing, 1993
- Pomadasys furcatus (Bloch & Schneider, 1801)
- Pomadasys guoraca (Cuvier, 1829)
- Pomadasys hasta (Bloch, 1790)
- Pomadasys incisus (Bowdich, 1825)
- Pomadasys jubelini (Cuvier in Cuvier & Valenciennes, 1830)
- Pomadasys kaakan (Cuvier in Cuvier & Valenciennes, 1830)
- Pomadasys laurentino (Smith, 1953)
- Pomadasys macracanthus (Günther, 1864)
- Pomadasys maculatus (Bloch, 1793)
- Pomadasys multimaculatum (Playfair in Playfair & Günther, 1867)
- Pomadasys olivaceus (Day, 1875)
- Pomadasys panamensis (Steindachner, 1876)
- Pomadasys perotaei (Cuvier in Cuvier & Valenciennes, 1830)
- Pomadasys punctulatus (Rüppell, 1838)
- Pomadasys quadrilineatus Shen & Lin, 1984
- Pomadasys ramosus (Poey, 1860)
- Pomadasys rogerii (Cuvier in Cuvier & Valenciennes, 1830)
- Pomadasys schyrii Steindachner, 1900
- Pomadasys striatus (Gilchrist & Thompson, 1908)
- Pomadasys stridens (Forsskål, 1775)
- Pomadasys suillus (Valenciennes in Cuvier & Valenciennes, 1833)
- Pomadasys taeniatus McKay & Randall, 1995
- Pomadasys trifasciatus Fowler, 1937
- Pomadasys unimaculatus Tian, 1982